# アオリオ
『アオリオ』は2012年6月29日にad:libより発売された18禁恋愛アドベンチャーゲームである。

## ストーリー
（出典：）
主人公・佐藤大輔は入学試験に合格し、晴れて四季坂学園の学生となる。しかし入学式の直前に胃潰瘍が発覚し、一ヶ月の入院を余儀なくされる。学園への初登校が遅れてしまった大輔は、なかなかクラスに馴染めずに孤立してしまう。
孤独を感じる大輔はクラスメイトである山吹理央にとある部活の入部を勧められ、よく確認もせずに入部届を出してしまう。大輔が入った部活は、男子生徒が一人もいない、不人気な演劇部だった。

## 登場人物
（出典：）
佐藤 大輔 （さとう だいすけ）
本作の主人公。四季坂学園1年生である。4月ごろから入院生活を送っていたため、クラスで孤立している。演劇部に所属している。
松沢 由佳（まつざわ ゆか）
声 - 桐谷華
四季坂学園3年生。演劇部の部長を務めており、部の活動を真面目に行っている。 文武両道・才色兼備ながらも、恋愛には奥手である。
大木 遥（おおき はるか）
声 - 桜川未央
四季坂学園3年生で、由佳とは同級生にして親友。演劇部では副部長を務めている。端正な顔立ちから男性役を務めることもある。
野々村 真紀（ののむら まき）
声 - 柚原みう
四季坂学園1年生で、大輔のクラスメイト。演劇部に所属している。男女問わず友人が多いが、異性からは恋愛相手として見られていない。演劇部のムードメーカー的存在である。
御木本 更紗（みきもと さらさ）
声 - 桃井いちご
四季坂学園2年生。物静かで読書好き。表情に乏しく、何を考えているのか分からない。趣味である本の話題になると饒舌になる。
山吹 理央（やまぶき りお）
声 - 星岡奏衣
四季坂学園1年生で、大輔の同級生。男女問わず友人が多く、真紀とも仲が良い。大輔だけが知らない秘密がある。
藤原 麻美（ふじわら あさみ）
声 - 氷室百合
大輔らのクラスの担任であり、演劇部顧問。セクシーな外見が特徴である。
佐藤 衣音（さとう いおん）
声 - 永野まどか
大輔の父親が再婚した女性の連れ子で、大輔の義理の妹。大輔とは１度顔を合わせているだけ。大輔の父親との間にはまだ距離がある。

## スタッフ
（出典：）
- 原画 - Moo℃団
- 脚本・演出 - 後里歩、毘沙素
- 色彩設計 - ごー。
- 背景 - キューンプラント
- OP - キザワスタジオ
- スクリプトエンジン - YU-RIS
- 音声製作 - AG-Promotion
- 音楽製作 - i.o.sound
- ディレクター - つがみ

## 楽曲
（出典：）
アオイロステップ
作詞・作曲 - 津上潤也 編曲 - レインメーカー、津上潤也 歌 - i.o
ヒロインモード
作詞・作曲 - 津上潤也 編曲 - レインメーカー 歌 - i.o
Sweet Mission
作詞・作曲- 津上潤也 編曲- オオツカヒロキ、津上潤也 歌 - i.o
青春迷路でシャラララ
作詞・作曲・編曲 - 津上潤也 歌 - i.o